# Claus Bonderup
Claus Bonderup (født 14. november 1943 i Aalborg, død 10. maj 2022) var en dansk arkitekt. Han skabte alene og i kompagniskab med andre en række bygningsværker, byplaner og design. Bygningen Arktikum (en) (omfatter Arctic Centre (en)) i Rovaniemi i Finland, Høje Tåstrup By- og banegård, Palads for Sheik Salkem Al-Ali Al-Sabah i Kuwait og hans eget hus i klitten i Blokhus ”Øjne i Natten” er blandt de mest omtalte. Claus Bonderup designede ure, lamper, og møbler, som er produceret af bl.a. Royal Copenhagen A/S, Georg Jensen A/S og Focus A/S. Claus Bonderups værker er repræsenteret på Den Permanente Designsamling på Museum of Modern Art, New York fra 1980.

## Uddannelse og beskæftigelser
Han var søn af købmand Axel Bonderup og Clara F. Nørgaard. Han blev student fra Aalborg Kathedralskole i 1964 og tog afgang fra Kunstakademiets Arkitektskole i 1969.
2. februar 1991 blev han gift med billedkunstner og keramiker Anne Just, som han etablerede Haven i Hune sammen med.
Bonderup var ansat på tegnestuer hos professor Henning Larsen, København 1969-1970, Dr. Sergio Bernades, Rio de Janeiro 1970-71, Florian Vischer + George Weber, Basel 1971-73 og Jacob Blegvad, Aalborg i flere perioder. Han var i kompagniskab med Torsten Thorup 1969-92 og havde egen tegnestue fra 1993. I 1997 blev han ansat som professor på Aalborg Universitet. Claus Bonderup var gæsteprofessor på arkitektskolerne i København og Aarhus samt på en række universiteter i bl.a. Frankrig, Tyskland, Norge og Finland.
Claus Bonderup boede indtil sin død i sit eget hus i Anne Just’s Have - Haven i Hune. Her havde han en stor samling af udstoppede dyr.

## Bøger om Claus Bonderup
Claus Bonderup var en klassisk arkitekt, og i bogen Anne Just´s Have – The Garden at Hune beskrives han af både skuespillere og anerkendte arkitekter, der fortæller, hvad det var, der gjorde Claus Bonderup til en notabel arkitekt. Blandt andet skrev arkitekt, partner og international designdirektør i Henning Larsen Louis Becker følgende omkring Claus Bonderup og hans arkitektur: ”Claus Bonderup er en sådan klassisk bygmesterarkitekt. Han er en uovertruffen mester i arbejdet med proportioner. Hans arkitektur er stram og symmetrisk. Hans tegninger giver mindelser om de store klassiske arkitekter. Arkitekturhistorien vælter frem, når man studerer hans projekter. Men de rummer også en troldsplint. Når man nærstuderer tegningerne og bygningerne, opdager man, at symmetrien udfordres. Symmetrien problematiserer sig selv og improviserer over strengheden. Sådan gør Claus Bonderup nyklassicismen både menneskelig og moderne. Hans symmetrier rummer et poetisk opgør, en betagende kunstnerisk refleksion.”

I 2021 udkom bogen Arkitekten Claus Bonderup - det uudslukkelige af Erik Iversen, der er en beretning om Claus Bonderups liv og hans værker, baseret på samtaler med Claus Bonderup selv.

## Bestyrelser mm.[10][6]
Claus Bonderup var medlem af følgende bestyrelser
- Medlem af Vraa-udstillingen fra 1997
- Medlem af bestyrelsen for European Cultural Foundation 1980-89
- Bevaring af gamle bygninger i Mariager 1973-88
- Medlem af DAL´s designudvalg 1983-90, medlem af Bygningspræmieringsudvalget i Svendborg Kommune 1995-2006
- Det kongelige Akademi for de Skønne Kunstner (suppleant 1984-92), medlem 1992-93 og 2005-2011
- Akademirådets og Kunstnersamfundets Jury (Suppleant 1988-93) medlem 2005-2008
- Medlem af Boligministeriets Råd vedrørende bygningsplejen på de kgl. Slotte (udpeget af Akademirådet)
- Suppleant 1993-2001 og medlem af Akademirådets stipendie- og legatudvalg 1986-87 og 1987-88
- Medlem af bestyrelsen for Udstillingsbygningen Charlottenborg (Indstillet af Akademirådet og udpeget af kulturministeren) 1987-96
- Medlem af Akademirådets udvalg for Landskabs- og Havekunst 1992-95
- Medlem af Kulturmiljørådet for Nordjyllands Amt (udpeget af Akademirådet) 2002-2006

Claus Bonderup har deltaget i følgende arkitekturudstillinger
- Tranformation of Modern Architecture på Museum of Modern Art, New York 1979
- New Directions in Scandinavian Architecture, New York 1982
- The Smithsonian Institutions National Museum of Design på Cooper-Hewitt Museum, New York 1982
- V.I.A Conference, Wroclow, Polen, “Terra 2” 1981
- Arkitekturmuseum Helsingfors 1984
- Museum of Modern Art, Osaka, Japan 1985
- Skala-Arkitekturgalleri, København

## Priser
- The Royal Danish Academy of Fine Arts, 1967 [11]
- Eckersberg-Medaillen, 1982 [12]
- Nordisk Designpris (Norge), 1982 [10]
- Bissen prisen, 1977 [6]
- Den franske designpris ”Form Utile”, 1976 [10]
- Den tyske designpris ”Design plus”, 1989 [6]
- Die Gute Industriform, 1974 [10]
- Svensk Designs Guldsmedepris i Stokholm, 1978 [10]
- Fredericia-Fondens Plakette for fremragende renovering, 1991 [10]
- Prix Spécial de la Direction des Arts et des Galeries d´Art près le Comité de la Culture Biennale Mondiale de l´Architecture, Bulgarien, 1985[10]
- Betonprisen, Helsingfors, 1993[10]

## Udpluk af bygninger og arkitektur tegnet af Claus Bonderup[6]

### Egen tegnestue
- Eget hus i Haven i Hune (1997)
- Design af lampe-serien Selene for Focus (2008)[13]
- Atelier i Haven i Hune

### Sammen med Jan Lehtipalo
- The crescent-shaped new annex i Rovaniemi[14]

### Sammen med Søren Birch ogEllen Waade
- Bygningen Arktikum (en) (omfatter Arctic Centre (en))[2] i Rovaniemi, Finland [6]

### Sammen med Torsten Thorup
- Olympos, 1984-85 for Royal Copenhagen A/S [15]
- Floor-lampen 1972 (indkøbt af Museum of Modern Arts designsamling, New York) for Focus
- Kvartkuglearmaturet 1971 for Focus
- Pendel 1970 for Focus
- Calot-lampen 1970 for Focus
- Confetti 1970 for Focus
- Semi-lampen 1968 for LYFA-Fog og Mørup

- Ur med stålrem for Royal Copenhagen A/S og Georg Jensen 1985. Repræsenteret på Museum of Modern Art, New York (1969-1992) [15]
- Design af ure, glas, sølv, porcelæn, lædervarer mm. for Royal Copenhagen A/S (1969-1992)
- Design af alpint skiudstyr for White-ski Val Tournache, Italien (1969-1992)
- Design af ventilreflex til cykler, produceres af Ulrik Oppenheim og Søren B. Rasmussen (1969-1992)
- Design af cafemøbler og taburet for Fritz Hansen (1969-1992)

- Indretningskoncept for Top-Syn butikker i Danmark (1990)
- Ombygning af Amagertorv 4 for Royal Copenhagen A/S, København (1990)
- Hotelprojekt for Royal Copenhagen Japan Ltd, Tokyo, Japan (1990)
- Projekt til helårsbebyggelse af 100 huse på bjergtop i Estepone, Spanien (1989)
- Helsingørs nye færgeterminal for DSB (sammen med J. Blegvad) (1989)
- Direktionskontorer for Hafnia, København (1988-1989)
- Projekt til boligbyggeri i Boodai, Kuwait (1988)
- Projekt til marineaktivitetscenter for Hirtshals Kommune (1988)
- International kunstindustrikæde for Royal Copenhagen A/S (1988)
- Palads for Sheik Salem Al-Ali Al-Sabah, Sabat, Kuwait (1988)
- Andehus, Skeelslund, Åbybro (1988)
- Tanjong Pagar. Restaurering af tre ældre byhuse for Royal Copenhagen A/S, Singepore (1987)
- Al-Qatami House, Kuwait (1985-1987)[15]
- To sommerhuse på Egemosevej i Blokhus (1986) [16]
- Enfamilie-hus, Fredheimvej 81 i Vedbæk (1986) [15]
- Projekt til indretning af galleri og tegnestue for Michael Diin (1982)
- Cafe Brix, Aalborg (1981) [15]
- Kongreshotel, smst. (1989) [6]
- Eget hus ”Øjne i natten”, Egemosevej 7B, Blokhus (1973-1975) [17]

### Sammen med Blegvads tegnestue Aalborg
- Storcenterområde i Høje Tåstrup. Høje Tåstrup Planen: Planlægning af boliger, kontorbyggeri og ny banegård.(1978-89) [18][19][20][15]
- Konkurrence om La Vilette, Paris (1982-83). [15]
- Kontorbygning i byggeri for Saarbrücker Zeitung.(1980) [21]

### Ikke realiserede projekter med Jakob Blegvad
- Nyt boligområde på Sorthøj i Aalborg (1988) [22]
- Bybolig og bymiljø i Nørresundby og Lindholm(1987) [23]
- Kraftvarmeværk ved Avedøre Holme(1984) [24]
- Svømmehal i Værløse(1978) [25]
- Rådhuspladsen i København(1978) [26]
- Hovedbibliotek i Aalborg(1974) [27]

### Ikke realiserede projekter med Torsten Thorup
- Forslag til den fremtidige udformning af ny bydel ved Aalborg Havnefront (sammen med J. Blegvad) [28]
- Planlægning for afholdelse af America´s cup Challenge Races, Freemantle, Australien (1984)
- Administrationsbygning for Magistratens 5. afdeling i Aalborg (1983)
- Planlægning af fiskerihavne på Aleuterne, Alaska( 1983)
- Restaureringsmanual for boligbyggeri samt planlægning for udbygning af fem byer i Nordyemen (1977)

### Ikke realiserede projekter hos Jacob Blegvad
- Musikhus, Aalborg Havn (1988)
- Rådhus i Hanstholm (1988)
- Bybolig og bymiljø i Nørresundby og Lindholm (1987)
- Nyt boligområde på Sorthøj i Aalborg (1988)
- Højhus i den gamle bydel af Alexandria, Egypten (1984)
- Kraftvarmeværk ved Avedøre Holme (1984)
- Svømmehal i Værløse (1978)
- Rådhuspladsen i København (1978)
- Amtsgymnasium i Høje Tåstrup (1977)
- Administrationsbygning i Randers (1977)
- Hovedbibliotek i Aalborg( 1974)
- Udvikling af bycentrum i Frederikshavn (1968)

### Ikke realiserede projekter hos Florian Vischer + George Weber, Basel
- Byudvikling i Bern (1971-1973)
- Byudvikling i Schweitz (1971-1973)

### Ikke realiserede projekter hos Dr. Sergio Bernades, Rio de Janeiro
- Projekt med glaskuppel over et hotel og et forlystelsescenter, gemt under jorden og floden (1970-1971)
- Brasilien: Byudvikling med glaskuppel over et hotelkompleks og et undervandsforlystelsescenter (1970-1971)
- Fiskerihavne på Aleuterne, Canadas vestkyst (1970-1971)